# Juprelle Union FC
Royale Juprelle Union Football Club was een Belgische voetbalclub uit Juprelle. De club was aangesloten bij de KBVB met stamnummer 267. De clubkleuren waren zwart en groen. De club speelde in haar geschiedenis één seizoen in de nationale reeksen.

## Geschiedenis
Juprelle Union FC werd opgericht in 1922 en kreeg bij toetreding tot de KBVB stamnummer 267. 
In het seizoen 1937/38 kwam de club uit in de bevorderingsreeks. Het eindigde daar derde laatste waardoor de club meteen weer moest degraderen. Sindsdien speelde de club in de provinciale reeksen.
De club kreeg de koninklijke titel in 1951 en wijzigde zijn naam in Royale Juprelle Union FC.
Op 6 november 2017 werd de club geschorst waarna het stamnummer werd geschrapt.

## Resultaten
| Seizoen | Klasse | Klasse | Klasse | Reeks         | Punten | Opmerkingen |
|         | I      | II     | III    |               |        |             |
| ------- | ------ | ------ | ------ | ------------- | ------ | ----------- |
| 1937/38 |        |        | 12     | Bevordering B | 20     |             |